# 戈氏骗梭螺
戈氏骗梭螺（学名：Phenacovolva greenbergae）为梭螺科骗梭螺属的动物。分布于台湾岛等地，属于暖海产。其常生活于潮下带。该物种的模式产地在台湾高雄。